# Us + Them Tour
Us + Them Tour fue una gira del músico británico Roger Waters. La gira comenzó el 21 de mayo de 2017 en East Rutherford, Estados Unidos, 
y terminó el 9 de diciembre de 2018 en Monterrey, México. El tour promocionó su álbum Is This the Life We Really Want?

## Antecedentes
A mediados del 2016, Waters anunció que regresaría a Norteamérica el año siguiente con una nueva gira llamada "Us + Them", el músico mencionó: 
"Vamos a llevar un nuevo espectáculo [...]. Probablemente el 75% será material viejo y el 25% nuevo, pero estará conectado por un tema general. Será un espectáculo genial, te lo prometo"

## Lista de canciones
Set 1
1. "Speak to Me" / "Breathe"
2. "One of These Days"
3. "Time
4. "Breathe (Reprise)"
5. "The Great Gig in the Sky"
6. "Welcome to the Machine"
7. "Déjà Vu"
8. "The Last Refugee"
9. "Picture That"
10. "Wish You Were Here"
11. "The Happiest Days of Our Lives"
12. "Another Brick in the Wall Part 2"
13. "Another Brick in the Wall Part 3"

Set 2
1. "Dogs"
2. "Pigs (Three Different Ones)"
3. "Money"
4. "Us and them"
5. "Smell the Roses"
6. "Brain Damage"
7. "Eclipse"

Encore (interpretación acústica adicional. Las canciones pueden variar)
1. "Mother"
2. "Comfortably Numb"
3. "Vera/Bring the Boys Back Home"
4. "Two Suns in the Sunset"
5. "The Gunner's Dream"
6. "The Bravery of Being Out of Range"
7. "Broken Bones"
8. "Wait for Her/Oceans Apart/Part of Me Died" (Medley)
9. "Danny Boy" (Cover de canción de Frederic Weatherly)

## Fechas
| Fecha                    | Ciudad           | País            | Recinto                           | Entradas Vendidas/Disponibles | Recaudación  |
| ------------------------ | ---------------- | --------------- | --------------------------------- | ----------------------------- | ------------ |
| Norteamérica             |                  |                 |                                   |                               |              |
| 21 de mayo de 2017       | East Rutherford  | Estados Unidos  | Meadowlands Arena                 | -                             | -            |
| 26 de mayo de 2017       | Kansas City      | Estados Unidos  | Sprint Center                     | 12,077 / 12,077               | $1,412,641   |
| 28 de mayo de 2017       | Louisville       | Estados Unidos  | KFC Yum! Center                   | 11,760 / 11,760               | $1,336,338   |
| 30 de mayo de 2017       | St. Louis        | Estados Unidos  | Scottrade Center                  | 11,682 / 11,682               | $1,083,554   |
| 1 de junio de 2017       | Tulsa            | Estados Unidos  | BOK Center                        | 10,031 / 10,031               | $1,059,057   |
| 3 de junio de 2017       | Denver           | Estados Unidos  | Pepsi Center                      | 22,731 / 22,731               | $2,619,769   |
| 4 de junio de 2017       | Denver           | Estados Unidos  | Pepsi Center                      | 22,731 / 22,731               | $2,619,769   |
| 7 de junio de 2017       | San Jose         | Estados Unidos  | SAP Center                        | 12,230 / 12,230               | $1,977,011   |
| 10 de junio de 2017      | Oakland          | Estados Unidos  | Oracle Arena                      | 12,665 / 12,665               | $1,708,813   |
| 12 de junio de 2017      | Sacramento       | Estados Unidos  | Golden 1 Center                   | 12,980 / 12,980               | $1,635,413   |
| 14 de junio de 2017      | Glendale         | Estados Unidos  | Gila River Arena                  | 11,682 / 11,682               | $1,422,541   |
| 16 de junio de 2017      | Las Vegas        | Estados Unidos  | T-Mobile Arena                    | 12,601 / 12,601               | $1,767,456   |
| 20 de junio de 2017      | Los Ángeles      | Estados Unidos  | Staples Center                    | 25,334 / 25,334               | $3,742,298   |
| 21 de junio de 2017      | Los Ángeles      | Estados Unidos  | Staples Center                    | 25,334 / 25,334               | $3,742,298   |
| 24 de junio de 2017      | Tacoma           | Estados Unidos  | Tacoma Dome                       | 18,073 / 18,073               | $2,337,871   |
| 25 de junio de 2017      | Portland         | Estados Unidos  | Moda Center                       | 11,547 / 11,547               | $1,223,572   |
| 27 de junio de 2017      | Los Ángeles      | Estados Unidos  | Staples Center                    | 12,667 / 12,667               | $1,871,149   |
| 1 de julio de 2017       | San Antonio      | Estados Unidos  | AT&T Center                       | 11,170 / 12,000               | $1,168,987   |
| 3 de julio de 2017       | Dallas           | Estados Unidos  | American Airlines Center          | 13,002 / 13,002               | $1,930,195   |
| 6 de julio de 2017       | Houston          | Estados Unidos  | Toyota Center                     | 9,413 / 10,500                | $1,296,710   |
| 8 de julio de 2017       | Nueva Orleans    | Estados Unidos  | Smoothie King Center              | 11,397 / 11,397               | $1,179,322   |
| 11 de julio de 2017      | Tampa            | Estados Unidos  | Amalie Arena                      | 12,750 / 12,750               | $1,552,781   |
| 13 de julio de 2017      | Miami            | Estados Unidos  | American Airlines Arena           | 12,742 / 12,742               | $1,597,676   |
| 16 de julio de 2017      | Duluth           | Estados Unidos  | Infinite Energy Arena             | 9,458 / 9,458                 | $1,320,554   |
| 18 de julio de 2017      | Greensboro       | Estados Unidos  | Greensboro Coliseum               | 12,632 / 12,632               | $1,316,674   |
| 20 de julio de 2017      | Columbus         | Estados Unidos  | Nationwide Arena                  | 13,198 / 13,198               | $1,615,737   |
| 22 de julio de 2017      | Chicago          | Estados Unidos  | United Center                     | 32,414 / 36,000               | $4,162,170   |
| 23 de julio de 2017      | Chicago          | Estados Unidos  | United Center                     | 32,414 / 36,000               | $4,162,170   |
| 26 de julio de 2017      | Saint Paul       | Estados Unidos  | Xcel Energy Center                | 12,875 / 12,875               | $1,755,448   |
| 28 de julio de 2017      | Chicago          | Estados Unidos  | United Center                     |                               |              |
| 29 de julio de 2017      | Milwaukee        | Estados Unidos  | BMO Harris Bradley Center         | 12,039 / 12,500               | $1,298,257   |
| 2 de agosto de 2017      | Auburn Hills     | Estados Unidos  | The Palace of Auburn Hills        | 12,138 / 12,138               | $1,330,313   |
| 4 de agosto de 2017      | Washington D. C. | Estados Unidos  | Verizon Center                    | 20,022 / 22,000               | $2,650,410   |
| 5 de agosto de 2017      | Washington D. C. | Estados Unidos  | Verizon Center                    | 20,022 / 22,000               | $2,650,410   |
| 8 de agosto de 2017      | Philadelphia     | Estados Unidos  | Wells Fargo Center                | 34,589 / 36,000               | $4,165,354   |
| 9 de agosto de 2017      | Philadelphia     | Estados Unidos  | Wells Fargo Center                | 34,589 / 36,000               | $4,165,354   |
| 11 de agosto de 2017     | Philadelphia     | Estados Unidos  | Wells Fargo Center                | 34,589 / 36,000               | $4,165,354   |
| 13 de agosto de 2017     | Nashville        | Estados Unidos  | Bridgestone Arena                 | 12,515 / 12,515               | $1,393,041   |
| 7 de septiembre de 2017  | Newark           | Estados Unidos  | Prudential Center                 | 12,064 / 12,064               | $1,810,911   |
| 9 de septiembre de 2017  | Buffalo          | Estados Unidos  | KeyBank Center                    | 10,634 / 13,183               | $1,148,574   |
| 11 de septiembre de 2017 | Brooklyn         | Estados Unidos  | Barclays Center                   | 21,018 / 25,048               | $2,779,735   |
| 12 de septiembre de 2017 | Brooklyn         | Estados Unidos  | Barclays Center                   | 21,018 / 25,048               | $2,779,735   |
| 15 de septiembre de 2017 | Uniondale        | Estados Unidos  | Nassau Veterans Memorial Coliseum | 18,137 / 20,765               | $2,280,573   |
| 16 de septiembre de 2017 | Uniondale        | Estados Unidos  | Nassau Veterans Memorial Coliseum | 18,137 / 20,765               | $2,280,573   |
| 19 de septiembre de 2017 | Pittsburgh       | Estados Unidos  | PPG Paints Arena                  | 10,772 / 12,701               | $1,208,751   |
| 21 de septiembre de 2017 | Cleveland        | Estados Unidos  | Quicken Loans Arena               | 11,458 / 13,104               | $1,275,858   |
| 23 de septiembre de 2017 | Albany           | Estados Unidos  | Times Union Center                | 11,017 / 11,017               | $1,217,536   |
| 24 de septiembre de 2017 | Hartford         | Estados Unidos  | XL Center                         | 7,783 / 10,014                | $810,988     |
| 27 de septiembre de 2017 | Boston           | Estados Unidos  | TD Garden                         | 24,094 / 24,094               | $3,331,153   |
| 28 de septiembre de 2017 | Boston           | Estados Unidos  | TD Garden                         | 24,094 / 24,094               | $3,331,153   |
| 2 de octubre de 2017     | Toronto          | Canadá          | Air Canada Centre                 | 40,061 / 40,061               | $4,640,310   |
| 3 de octubre de 2017     | Toronto          | Canadá          | Air Canada Centre                 | 40,061 / 40,061               | $4,640,310   |
| 6 de octubre de 2017     | Quebec           | Canadá          | Videotron Centre                  | 25,105 / 25,105               | $2,966,180   |
| 7 de octubre de 2017     | Quebec           | Canadá          | Videotron Centre                  | 25,105 / 25,105               | $2,966,180   |
| 10 de octubre de 2017    | Ottawa           | Canadá          | Canadian Tire Centre              | 11,365 / 12,478               | $1,148,110   |
| 13 de october 2017       | Toronto          | Canadá          | Air Canada Centre                 |                               |              |
| 16 de octubre de 2017    | Montreal         | Canadá          | Bell Centre                       | 34,983 / 38,143               | $3,813,280   |
| 17 de octubre de 2017    | Montreal         | Canadá          | Bell Centre                       | 34,983 / 38,143               | $3,813,280   |
| 19 de octubre de 2017    | Montreal         | Canadá          | Bell Centre                       | 34,983 / 38,143               | $3,813,280   |
| 22 de octubre de 2017    | Winnipeg         | Canadá          | Bell MTS Place                    | 11,152 / 12,682               | $1,182,730   |
| 24 de octubre de 2017    | Edmonton         | Canadá          | Rogers Place                      | 19,347 / 23,440               | $1,973,130   |
| 25 de octubre de 2017    | Edmonton         | Canadá          | Rogers Place                      | 19,347 / 23,440               | $1,973,130   |
| 28 de octubre de 2017    | Vancouver        | Canadá          | Rogers Arena                      | 25,520 / 27,312               | $2,927,440   |
| 29 de octubre de 2017    | Vancouver        | Canadá          | Rogers Arena                      | 25,520 / 27,312               | $2,927,440   |
| Oceanía                  |                  |                 |                                   |                               |              |
| 24 de enero de 2018      | Auckland         | Nueva Zelanda   | Spark Arena                       | —                             | —            |
| 26 de enero de 2018      | Auckland         | Nueva Zelanda   | Spark Arena                       | —                             | —            |
| 30 de enero de 2018      | Dunedin          | Nueva Zelanda   | Forsyth Barr Stadium              | —                             | —            |
| 2 de febrero de 2018     | Sídney           | Australia       | Qudos Bank Arena                  | 16,608 / 16,716               | $2,145,500   |
| 3 de febrero de 2018     | Sídney           | Australia       | Qudos Bank Arena                  | 16,608 / 16,716               | $2,145,500   |
| 6 de febrero de 2018     | Brisbane         | Australia       | Brisbane Entertainment Centre     | 12,927 / 16,444               | $1,476,330   |
| 7 de febrero de 2018     | Brisbane         | Australia       | Brisbane Entertainment Centre     | 12,927 / 16,444               | $1,476,330   |
| 10 de febrero de 2018    | Melbourne        | Australia       | Rod Laver Arena                   | —                             | —            |
| 11 de febrero de 2018    | Melbourne        | Australia       | Rod Laver Arena                   | —                             | —            |
| 13 de febrero de 2018    | Melbourne        | Australia       | Rod Laver Arena                   | —                             | —            |
| 16 de febrero de 2018    | Adelaide         | Australia       | Adelaide Entertainment Centre     | 11,300 / 11,300               | —            |
| 20 de febrero de 2018    | Perth            | Australia       | Perth Arena                       | 12,624 / 12,707               | $1,546,760   |
| Europa                   |                  |                 |                                   |                               |              |
| 13 de abril de 2018      | Barcelona        | España          | Palau Sant Jordi                  | —                             | —            |
| 14 de abril de 2018      | Barcelona        | España          | Palau Sant Jordi                  | —                             | —            |
| 17 de abril de 2018      | Milán            | Italia          | Mediolanum Forum                  | —                             | —            |
| 18 de abril de 2018      | Milán            | Italia          | Mediolanum Forum                  | —                             | —            |
| 21 de abril de 2018      | Bologna          | Italia          | Unipol Arena                      | —                             | —            |
| 22 de abril de 2018      | Bologna          | Italia          | Unipol Arena                      | —                             | —            |
| 24 de abril de 2018      | Bologna          | Italia          | Unipol Arena                      | —                             | —            |
| 25 de abril de 2018      | Bologna          | Italia          | Unipol Arena                      | —                             | —            |
| 27 de abril de 2018      | Praga            | República Checa | O2 Arena                          | —                             | —            |
| 28 de abril de 2018      | Praga            | República Checa | O2 Arena                          | —                             | —            |
| 2 de mayo de 2018        | Budapest         | Hungría         | Budapest Sports Arena             | —                             | —            |
| 4 de mayo de 2018        | Sofia            | Bulgaria        | Arena Armeec                      | —                             | —            |
| 6 de mayo de 2018        | Zagreb           | Croacia         | Arena Zagreb                      | —                             | —            |
| 9 de mayo de 2018        | Lyon             | Francia         | Halle Tony Garnier                | —                             | —            |
| 11 de mayo de 2018       | Amberes          | Bélgica         | Sportpaleis                       | —                             | —            |
| 12 de mayo de 2018       | Amberes          | Bélgica         | Sportpaleis                       | —                             | —            |
| 14 de mayo de 2018       | Hamburgo         | Alemania        | Barclaycard Arena                 | —                             | —            |
| 16 de mayo de 2018       | Viena            | Austria         | Wiener Stadthalle                 | —                             | —            |
| 20 de mayo de 2018       | Lisboa           | Portugal        | Altice Arena                      | —                             | —            |
| 21 de mayo de 2018       | Lisboa           | Portugal        | Altice Arena                      | —                             | —            |
| 24 de mayo de 2018       | Madrid           | España          | WiZink Center                     | —                             | —            |
| 25 de mayo de 2018       | Madrid           | España          | WiZink Center                     | —                             | —            |
| 28 de mayo de 2018       | Zürich           | Suiza           | Hallenstadion                     | —                             | —            |
| 29 de mayo de 2018       | Zürich           | Suiza           | Hallenstadion                     | —                             | —            |
| 1 de junio de 2018       | Berlín           | Alemania        | Mercedes-Benz Arena               | 23,059 / 23,059               | $2,483,560   |
| 2 de junio de 2018       | Berlín           | Alemania        | Mercedes-Benz Arena               | 23,059 / 23,059               | $2,483,560   |
| 4 de junio de 2018       | Mannheim         | Alemania        | SAP Arena                         | —                             | —            |
| 8 de junio de 2018       | París            | Francia         | U Arena                           | 45,639 / 56,540               | $4,281,563   |
| 9 de junio de 2018       | París            | Francia         | U Arena                           | 45,639 / 56,540               | $4,281,563   |
| 11 de junio de 2018      | Colonia          | Alemania        | Lanxess Arena                     | —                             | —            |
| 13 de junio de 2018      | Munich           | Alemania        | Olympiahalle                      | —                             | —            |
| 16 de junio de 2018      | Lille            | Francia         | Stade Pierre-Mauroy               | —                             | —            |
| 18 de junio de 2018      | Ámsterdam        | Países Bajos    | Ziggo Dome                        | —                             | —            |
| 19 de junio de 2018      | Ámsterdam        | Países Bajos    | Ziggo Dome                        | —                             | —            |
| 22 de junio de 2018      | Ámsterdam        | Países Bajos    | Ziggo Dome                        | —                             | —            |
| 23 de junio de 2018      | Ámsterdam        | Países Bajos    | Ziggo Dome                        | —                             | —            |
| 26 de junio de 2018      | Dublín           | Irlanda         | 3Arena                            | —                             | —            |
| 27 de junio de 2018      | Dublín           | Irlanda         | 3Arena                            | —                             | —            |
| 29 de junio de 2018      | Glasgow          | Reino Unido     | SSE Hydro                         | —                             | —            |
| 30 de junio de 2018      | Glasgow          | Reino Unido     | SSE Hydro                         | —                             | —            |
| 2 de julio de 2018       | Liverpool        | Reino Unido     | Echo Arena Liverpool              | 9,103 / 9,192                 | $1,097,010   |
| 3 de julio de 2018       | Mánchester       | Reino Unido     | Manchester Arena                  | 11,478 / 13,697               | $1,361,650   |
| 6 de julio de 2018       | Londres          | Reino Unido     | Hyde Park                         | —                             | —            |
| 7 de julio de 2018       | Birmingham       | Reino Unido     | Arena Birmingham                  | 11,319 / 11,391               | $1,358,340   |
| 11 de julio de 2018      | Lucca            | Italia          | Lucca City Walls                  | 19,078 / 19,078               | —            |
| 14 de julio de 2018      | Roma             | Italia          | Circus Maximus                    | 32,490 / 32,490               | —            |
| 3 de agosto de 2018      | Cracovia         | Polonia         | Tauron Arena Kraków               | —                             | —            |
| 5 de agosto de 2018      | Gdańsk           | Polonia         | Ergo Arena                        | —                             | —            |
| 7 de agosto de 2018      | Herning          | Dinamarca       | Jyske Bank Boxen                  | —                             | —            |
| 10 de agosto de 2018     | Copenhague       | Dinamarca       | Royal Arena                       | —                             | —            |
| 11 de agosto de 2018     | Copenhague       | Dinamarca       | Royal Arena                       | —                             | —            |
| 14 de agosto de 2018     | Oslo             | Noruega         | Telenor Arena                     | —                             | —            |
| 15 de agosto de 2018     | Oslo             | Noruega         | Telenor Arena                     | —                             | —            |
| 18 de agosto de 2018     | Estocolmo        | Suecia          | Friends Arena                     | —                             | —            |
| 21 de agosto de 2018     | Helsinki         | Finlandia       | Hartwall Arena                    | —                             | —            |
| 24 de agosto de 2018     | Riga             | Letonia         | Arēna Rīga                        | —                             | —            |
| 26 de agosto de 2018     | Kaunas           | Lituania        | Žalgiris Arena                    | —                             | —            |
| 29 de agosto de 2018     | San Petersburgo  | Rusia           | SKK Peterburgskiy                 | —                             | —            |
| 31 de agosto de 2018     | Moscú            | Rusia           | SK Olimpiyskiy                    | —                             | —            |
| América Latina           |                  |                 |                                   |                               |              |
| 9 de octubre de 2018     | São Paulo        | Brasil          | Allianz Parque                    | 81,545 / 86,860               | $6,542,670   |
| 10 de octubre de 2018    | São Paulo        | Brasil          | Allianz Parque                    | 81,545 / 86,860               | $6,542,670   |
| 13 de octubre de 2018    | Brasília         | Brasil          | Estadio Mane Garrincha            | 50,478 / 55,342               | $3,142,130   |
| 17 de octubre de 2018    | Salvador         | Brasil          | Arena Fonte Nova                  | —                             | —            |
| 21 de octubre de 2018    | Belo Horizonte   | Brasil          | Estadio Mineirão                  | 49,709 / 50,987               | $3,690,650   |
| 24 de octubre de 2018    | Río de Janeiro   | Brasil          | Estadio de Maracaná               | 43,727 / 63,843               | $2,412,970   |
| 27 de octubre de 2018    | Curitiba         | Brasil          | Estádio Couto Pereira             | 41,833 / 42,325               | $3,106,950   |
| 30 de octubre de 2018    | Porto Alegre     | Brasil          | Estadio Beira-Rio                 | 40,297 / 46,989               | $3,814,250   |
| 3 de noviembre de 2018   | Montevideo       | Uruguay         | Estadio Centenario                | 40,103 / 47,500               | $3,038,885   |
| 6 de noviembre de 2018   | La Plata         | Argentina       | Estadio Ciudad de La Plata        | 80,693 / 89,252               | $5,318,280   |
| 10 de noviembre de 2018  | La Plata         | Argentina       | Estadio Ciudad de La Plata        | 80,693 / 89,252               | $5,318,280   |
| 14 de noviembre de 2018  | Santiago         | Chile           | Estadio Nacional                  | 52,624 / 52,624               | $5,020,763   |
| 17 de noviembre de 2018  | Lima             | Perú            | Estadio Monumental "U"            | —                             | —            |
| 21 de noviembre de 2018  | Bogotá           | Colombia        | Estadio El Campín                 | —                             | —            |
| 24 de noviembre de 2018  | San José         | Costa Rica      | Estadio Nacional de Costa Rica    | 46,500 / 46,500               | —            |
| 28 de noviembre de 2018  | Ciudad de México | México          | Palacio de los Deportes           | —                             | —            |
| 29 de noviembre de 2018  | Ciudad de México | México          | Palacio de los Deportes           | —                             | —            |
| 1 de diciembre de 2018   | Ciudad de México | México          | Palacio de los Deportes           | —                             | —            |
| 4 de diciembre de 2018   | Guadalajara      | México          | VFG Arena                         | 25,123 / 26,062               | $2,745,495   |
| 5 de diciembre de 2018   | Guadalajara      | México          | VFG Arena                         | 25,123 / 26,062               | $2,745,495   |
| 8 de diciembre de 2018   | Monterrey        | México          | Arena Monterrey                   | 16,996 / 19,084               | $1,618,985   |
| 9 de diciembre de 2018   | Monterrey        | México          | Arena Monterrey                   | 16,996 / 19,084               | $1,618,985   |
| Total                    | Total            | Total           | Total                             | 1,502,675 / 1,738,676 (86%)   | $151,797,048 |